# Kaben (Likiep)
Kaben (weitere Bezeichnung: Gabin, Anenemmwaan) ist ein kleines Motu des Likiep-Atolls der pazifischen Inselrepublik Marshallinseln.

## Geographie
Kaben liegt im nördlichen Riffsaum des Likiep-Atolls, zwischen Jeltonet im Südosten und Anejaej im Nordwesten. Die Südostspitze der Insel, die nur durch einen schmalen Korallenstreifen mit dem Nordteil verbunden ist, trägt auch die Bezeichnung Anenemmwaan. Die Insel ist unbewohnt.